# Pissevache
Die Pissevache oder Cascade de Pissevache, auch Cascade de Salanfe (Salanfe-Wasserfall), ist ein 116 m hoher Wasserfall in Vernayaz im Kanton Wallis in der Schweiz. Die Kaskade wird durch den in das Rhonetal stürzenden Wildbach Salanfe gebildet, die höchste Stufe ist 65 m hoch.

## Geologie
In der Schlucht oberhalb des Wasserfalls herrscht Schiefergestein aus dem Karbon vor, die Felswand hinter dem Fall ist aus Gneis.

## Geschichte

Darstellung der Pissevache in einem Souvenirbuch ca. 1830

Der vom Rhonetal aus gut sichtbare Wasserfall galt bereits im 16. Jahrhundert «als zwingender Halt auf der Reise durch das Wallis» und wurde in Reiseberichten erwähnt, beispielsweise von Sebastian Münster oder im 18. Jahrhundert durch Albrecht von Haller. Goethe erwähnte den Wasserfall auf seiner Schweizerreise im Jahr 1779:

«In ziemlicher Höhe schiesst aus einer engen Felskluft ein starker Bach flammend herunter in ein Becken, wo er in Staub und Schaum sich weit und breit im Wind herumtreibt.»

Auch Rodolphe Töpffer, Gustave Flaubert oder Eugène Rambert statteten der Pissevache einen Besuch ab. William England veröffentlichte um 1865 ein stereoskopisches Halbbild des Wasserfalls, gefertigt im Albumindruck.
Im Jahr 1866 wurde ein Steg für Touristen angebracht, der auf halber Höhe des 116 m hohen Wasserfalls in einem verglasten Teil hinter dem Wasserfall hindurchführte. Der Eintritt für diese Touristenattraktion kostete einen Franken. 1877 wurde ein Besucher durch Steinschlag getötet.
1896–97 wurde das Wasserkraftwerk Pissevache etwa 50 Meter oberhalb des Wasserfalls errichtet. Es wurde als Kavernenkraftwerk in einer Höhle gebaut, um «die landschaftliche Schönheit … nicht zu stören».
1917 wurde der Wasserfall durch die Kommune von Vernayaz verkauft, wodurch die Zerstörung der Pissevache befürchtet wurde. 1923 protestierten der Schweizer Alpen-Club und der Schweizer Heimatschutz gegen konkrete Ideen, die Hochebene der Salanfe und den Wasserfall zur Elektrizitätsgewinnung zu nutzen. 1942 wurde eine Konzession für den Bau eines Wasserbeckens und eines Elektrizitätswerks auf dem Hochplateau erteilt. Ab 1946 versuchten der Schweizerische Bund für Naturschutz (heute Pro Natura) und der Schweizer Heimatschutz, die Baumassnahmen zu verhindern. Der Wasserfall sei ein «unantastbares Juwel» und die Hochebene müsse erhalten bleiben. Mehrere Intellektuelle der Romandie forderten die Einrichtung eines Naturschutzgebiets ähnlich dem Schweizerischen Nationalpark im Kanton Graubünden.
Mit der Anlegung des Lac de Salanfe und dem Bau des zugehörigen Speicherkraftwerks Ende der 1940er Jahre verschwanden die Pläne für einen Nationalpark in der Versenkung. Über eine Druckleitung wird seitdem Wasser aus dem Stausee an dem Wasserfall vorbei zu der im Rhonetal in Miéville gelegenen Kraftwerkzentrale geleitet. Das Eingreifen der Umweltschützer führte aber zur Entscheidung, die Pissevache nicht komplett zu zerstören, sondern eine angemessene Wasserführung zu belassen. Es stürzt allerdings weniger Wasser den Wasserfall herunter als früher, so dass er weniger imposant wirkt.
1986 versuchten drei französische Alpinisten, den nur selten zugefrorenen Wasserfall erstmals im Eisklettern zu bezwingen, scheiterten allerdings.

## Name

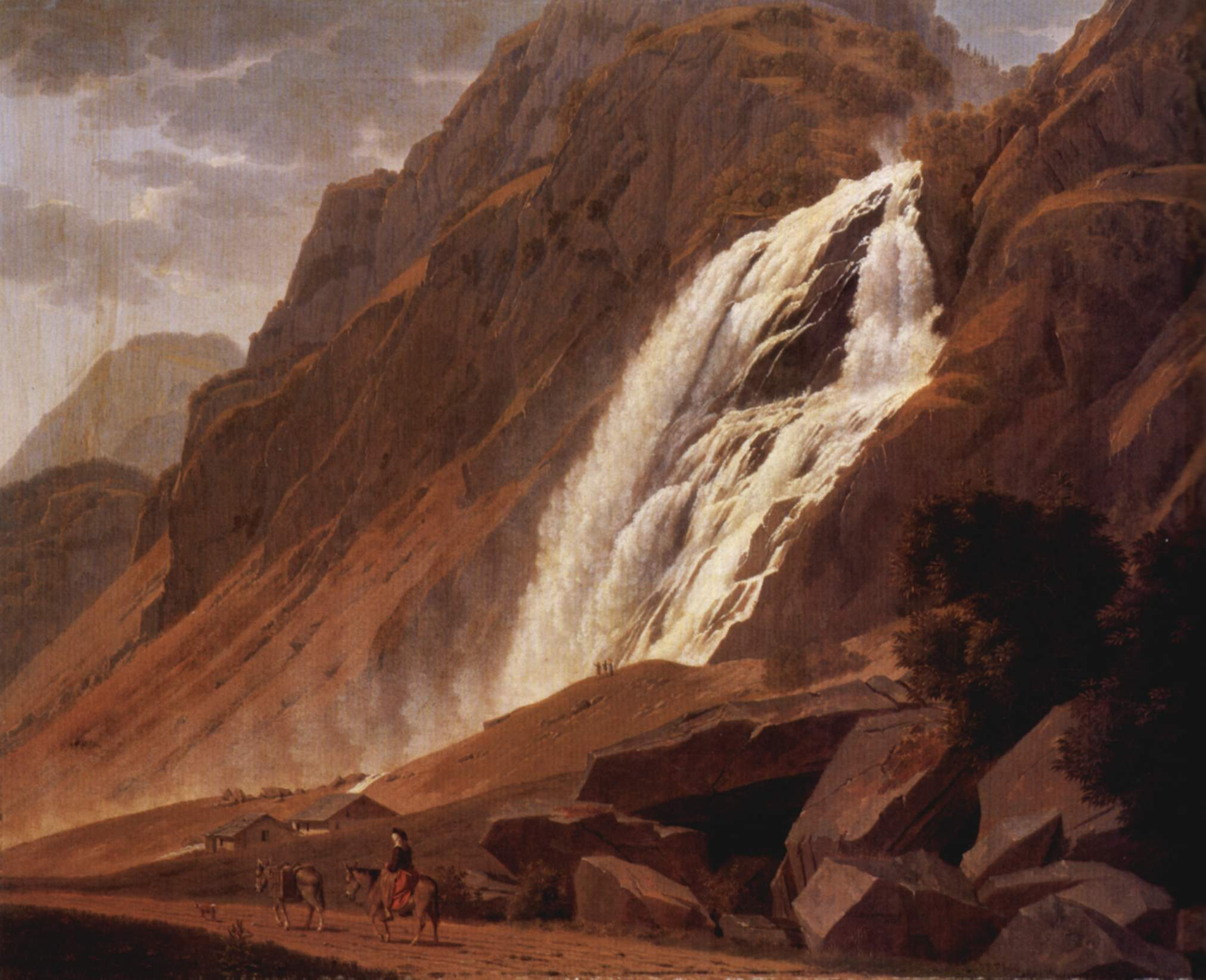
Gemälde von Johann Jakob Biedermann, 1815

Laut dem Geographischem Lexikon der Schweiz von 1905 entspricht der Name dem rätoromanischen Pisch, deutsch etwa gleich «Giessbach».
Im Französischen bedeutet vache Kuh und pisse ist umgangssprachlich für Urin. In manchen historischen Reiseberichten wird der Name des Wasserfalls als «Kuhpisse» übersetzt. Der erste Namenteil pisse, der auch bei anderen Wasserfällen vorkommt (wie etwa beim Pissechèvre auf der andern Talseite), geht auf vlat. pissiare zurück.
Marc-Théodore Bourrit schrieb 1775: «Sein Name ist unedel, aber die Sache ist es nicht; man nennt ihn Pissevache (Kuhpisse).» Johann Jakob Hertel veröffentlichte 1819 einen Kupferstich des Wasserfalls und untertitelte ihn mit «die pissende Kuh».